# Liste des évêques de Concordia-Pordenone
Cette liste recense les évêques qui se sont succédé sur le siège de Concordia Sagittaria. Le siège est transféré à Portogruaro par une bulle du 29 mars 1586 de Sixte V. Le 26 octobre 1974, la congrégation des évêques ordonne le transfert de l'évêché à Pordenone d'où le nom actuel de diocèse de Concordia-Pordenone.

## Évêques
- Anonyme (fin du IVe siècle/Ve siècle)
- Chiarissimo (début du 579-590)
- Augusto (mentionné en 591)
- Giovanni Ier (mentionné en 604)
- Pietro (mentionné en 802)
- Anselmo (mentionné en 827)
- Tomicario (mentionné en 844)
- Adelmano (mentionné en 901)
- Alberico (mentionné en 963)
- Benzone (mentionné en 996)
- Majo (1015-1027)
- Rodberto (mentionné en 1031)
- Giovanni II (mentionné en 1042)
- Runno
- Diotwino (mentionné en 1063)
- Regimpoto (mentionné en 1089)
- Riwino (mentionné en 1106)
- Otto Ier (1118-1121)
- Artmanno (mentionné en 1136)
- Gervino (1139-1162)
- Conone (mentionné en 1164)
- Gerardo (1177-1180)
- Gionata (1180-1187)
- Romolo (1188-1196)
- Volderico (1203-1211)
- Oddo (1214-1216), déposé
- Almerico (1216-?)
- Federico da Prata (1220-1250)
- Guglielmo da Cividale (1251- ?)
- Guarnerio da Polcenigo (1251-1252)
  - Tiso (1252-1257) (administrateur apostolique)
- Alberto da Collice (1260-1268)
- Fulcherio di Zuccola, O.F.M (1269-1293)
- Giacomo d'Ottonello (1293-1317)
- Artuico di Castello (1317-1331)
- Guido, O.S.B.Cam (1331-1333)
- Uberto da Cesena (1333-1334)
- Guido de Guisis (1334-1347)
- Costantino di Savorgnano (1347-1348)
- Pietro da Clausello (1348-1360)
- Guido de Barzis (1361-1380), nommé évêque de Modène
- Ambrogio da Parma (1380-1389), nommé archevêque, à titre personnel, de Viterbe et Tuscania
- Agostino di Boemia, O.E.S.A (1389-1392)
- Antonio Panciera (1392-1402), nommé patriarche d'Aquilée
- Antonio Da Ponte (1402-1409), nommé patriarche d'Aquilée
- Enrico di Strassoldo (1409-1432)
- Daniele Scoti (1433-1443)
- Giovanni Battista dal Legname (1443-1455)
- Antonio Feletto (1455-1488)
- Leonello Chiericato (1488-1506)
- Francesco Argentino (1506-1511)
- Giovanni Argentino (1511-1533)
  - Marino Grimani (1533-1537), administrateur apostolique
- Pietro Querini (1537-1584)
- Marino Querini (1585-1585)
- Matteo Sanudo Ier (1585-1616)
- Matteo Sanudo II (1616-1641)
- Benedetto Cappello (1641-1667)
  - Bartolomeo Gradenigo (1667-1668), nommé évêque de Trévise, évêque élu
- Agostino Premoli (1668-1692)
- Paolo Vallaresso (1693-1723)
- Giacomo Maria Erizzo, O.P (1724-1760)
- Alvise Maria Gabrieli (1761-1779), nommé évêque de Vicence
- Giuseppe Maria Bressa, O.S.B (1779-1817)
  - Siège vacant (1817-1819)
- Pietro Carlo Antonio Ciani (1819-1825)
- Carlo Fontanini, C.M (1827-1848)
- Angelo Fusinato (1850-1854)
- Andrea Casasola (1855-1863), nommé archevêque d'Udine
- Nicolò Frangipane (1866-1872)
- Pietro Cappellari (1872-1881)
- Domenico Pio Rossi, O.P (1881-1892)
- Pietro Zamburlini (1893-1896), nommé archevêque d'Udine
- Francesco Isola (1896-1919)
- Luigi Paulini (1919-1945)
- Vittorio D'Alessi (1945-1949)
- Vittorio De Zanche (1949-1977)
- Abramo Freschi (1977-1989)
- Sennen Corrà (1989-2000)
- Ovidio Poletto (2000-2011)
- Giuseppe Pellegrini, (2011- )

## Sources
- http://www.catholic-hierarchy.org